# Ranunculus valdesii
Ranunculus valdesii är en ranunkelväxtart som beskrevs av Hans Rudolph Jürke Grau. Ranunculus valdesii ingår i släktet ranunkler, och familjen ranunkelväxter. Inga underarter finns listade i Catalogue of Life.